# Даниил (Юзвьюк)
Архиепи́скоп Дании́л (в миру Николай Порфирьевич Юзьвюк или Юзвьюк; 2 (14) октября 1880, село Дмитровичи, Брестский уезд, Гродненская губерния — 27 августа 1965, село Александровка, Одесская область) — епископ Русской православной церкви, архиепископ Пинский и Брестский.

## Биография
Родился 2 октября 1880 в семье псаломщика. Брат известного церковного деятеля бывшего члена Государственной думы протоиерея Владимира Юзьвюка.
Окончил в 1899 году Жировицкое духовное училище и поступил в Литовскую духовную семинарию, которую окончил в 1905 году по 1-му разряду.
В 1905—1913 годы — надзиратель и библиотекарь Виленского мужского Духовного Училища. По окончании в 1913 году в Санкт-Петербурге курсов при Министерстве юстиции служил земским начальником Лидского, затем Виленского уездов Виленской губернии. В 1917—1918 годы временный судья в Виленском уезде.
В 1918 году переехал в Воронеж, в 1920 году — в Харьков. В 1922 году во время репатриации уроженцев западных областей бывшей Российской империи вернулся в Вильно (тогда в составе Польши).
В 1925—1939 годы преподавал в Виленской духовной семинарии.
В 1939—1940 годы — секретарь митрополита Литовского и Виленского Елевферия.
1 апреля 1942 года рукоположён во диакона, 4 апреля — во иерея, 12 апреля в протоиерея и в тот же день пострижен в монашество с именем Даниил. 13 апреля возведён в сан архимандрита.
26 апреля 1942 года хиротонисан в Риге во епископа Ковенского, викария Литовской епархии. Первоначально пребывал в Вильно, где руководил организацией богословских курсов; в начале 1943 года переехал в Ковно.
В августе 1942 года присутствовал на съезде православных архиереев Прибалтики в Риге.
В мае 1944 года после смерти Экзарха митрополита Сергия (Воскресенского), вследствие завещания последнего, присвоен сан архиепископа.
В начале июля 1944 года задержан и перемещён в лагерь Фридрихсвальде, предназначенный для «служителей культа». Освобожден в мае 1945 года американскими войсками. Отказался эмигрировать на Запад, проживал на территории Чехословакии, в октябре 1945 года встретился в Праге с Орловским и Брянским архиепископом Фотием (Топиро), выразил желание восстановить общение с Московской Патриархией. В конце 1945 года вернулся в СССР.
С 30 декабря 1945 года (по другим данным — с января 1946) — архиепископ Пинский и Брестский.
С 1946 года — архиепископ Пинский и Лунинецкий, с декабря 1948 года — Пинский и Полесский.
24 марта 1950 года арестован по обвинению в «антисоветской агитации» в военный и послевоенный периоды. 2 декабря 1950 года приговорён к 25 годам заключения. Срок отбывал в Озёрном ИТЛ в Иркутской области. Освобождён в 1955 году по амнистии. С конца 1956 года пребывал на покое в Измаиле с правом служения в городском соборе.
30 мая 1964 года удостоен права ношения креста на клобуке.
15 октября 1964 года определением Синода новым местожительством архиепископа Даниила был определён Жировицкий монастырь. В ноябре того же года он переехал в Рождество Богородичный женский монастырь близ села Александровка Одесской области, где и скончался 27 августа 1965 года. Отпевание совершил митрополит Иоанн (Кухтин). Похоронен в Свято-Рождество Богородичном монастыре.

## Публикации
- Первые впечатления на Родине // Журнал Московской Патриархии. 1946. — № 9. — С. 63-64.
- Историческая записка. Прибалтийский Экзархат Московского Патриархата в период 1941—1945 гг // Церковь и время. 2022. — № 100. — С. 151—179.